# Szabó Károly (műszerész)
Szabó Károly (Budapest, 1916. november 17. – Budapest, 1964. október 28.) műszerész, 1944-ben a svéd követségen Raoul Wallenberg munkatársa. 1953-ban a Wallenberg halálával kapcsolatos koncepciós perben jogellenesen fogságban volt. Az „embermentő” sírját 2013-ban a Nemzeti Emlékhely és Kegyeleti Bizottság a Nemzeti sírkertbe sorolta.
2012. október 29-én a Világ Igaza kitüntetést kapta.

## Szabó Károly és Wallenberg kapcsolata

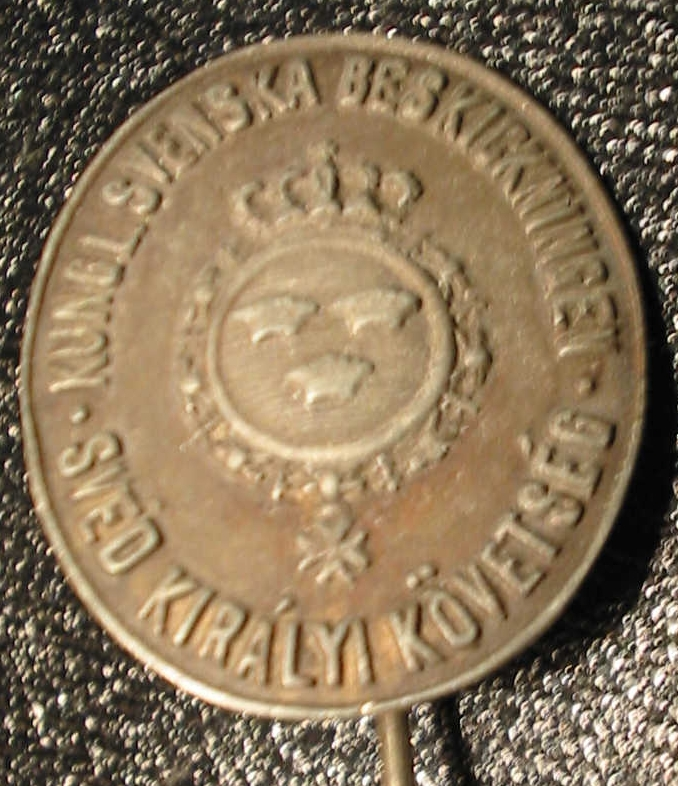
A Svéd Királyi Követség jelvénye

Szabó Károly 1944 elején írógépműszerészként dolgozott a svéd követségnek. Előtte két évig az ukrán fronton volt sorkatona. A háború testileg és lelkileg is megviselte. A svéd követségen dr. Fleischmann Ottó orvos-pszichológussal került kapcsolatba, aki meggyőzte, hogy vegyen részt az üldözöttek mentésében.
Szabó Károly iskolatársa, gyerekkori barátja, Szalai Pál vezető pozícióba került a nyilas hatalomátvétel után. Szalai a Nyilaskeresztes Párt rendőrségi összekötője lett. Ellátta barátját rendőrségi igazolványokkal az embermentő munkákhoz. 1944. december 24-én a Gyopár utcai svéd követséget egy nyilas csoport lefoglalta, fosztogattak, a követség munkatársait elhurcolták a gettóba. Szabó Károly visszafoglalta a követség épületét, az elhurcolt munkatársakat visszahozta, ezzel felhívta magára Raoul Wallenberg figyelmét. Az eseményt követően megszervezett egy Wallenberg-Szalai találkozót. Szalai Pál bekapcsolódott Wallenberg zsidómentő tevékenységébe. A gettólakók megmentésében lényeges, talán döntő szerephez jutott. Szalai Pál posztumusz, 2009. április 7-én a Világ Igaza kitüntetést és a Bátorság érdemjelet kapta.

## Az 1945. januári svéd mentőakció a Duna-parton
1945. január 8-án a svéd követség Üllői úti épületéből a nyilasok 154 embert elhurcoltak a Duna-part irányába (Cipők a Duna-parton). Fegyveres rendőrök a svéd követség alkalmazottjának, Szabó Károlynak a vezetésével kiszabadították az üldözötteket. A Jakobovits család tanúvallomása 1947-ben: „A Duna-parton arccal a víz felé álltak, amikor a felmentés megérkezett”.
A 154 megmentett között volt Stöckler Lajos és nyolc tagú családja, a Jakobovits család, Ernster Edit és László, Forgács Gábor, Steiner Jakob valamint édesanyja és testvérei, Löw Éva és Klaber Anna. Steiner Jakob apját nem sikerült megmenteni, már 1944. december 25-én a nyilasok a Dunába lőtték. Steiner Jakob apja magyar tiszt és 4 évig hadifogoly volt az első világháborúban az orosz fronton.
Később Stöckler Lajos 1945–1948 között a budapesti Izraelita Hitközség elnöke lett, 1953-ban pedig a Wallenberg-kirakatper egyik vádlottja. Ernster László kémikus később Svédországban a Nobel-bizottság és a Nobel Alapítvány Igazgató Tanácsának tagja lett, Steiner Jakob biológus a jeruzsálemi egyetemen tanított, Löw Éva és Klaber Anna orvosok Baselben.
Korányi Erwin 2006-ban megjelent életrajzi könyvében megemlékezik 1945. január 8. éjszakájáról, amikor megmenekült a nyilasoktól, a Dunába lövéstől. „Váratlanul megjelent rendőrök fegyvert fogtak a nyilasokra. Az egyik magas rangú rendőr Szalai Pál volt, aki Wallenberggel együttműködött. A másik rendőrtiszt a bőrkabátos Szabó Károly.” „A megmenekült csoportban láttam Stoeckler Lajost is.”

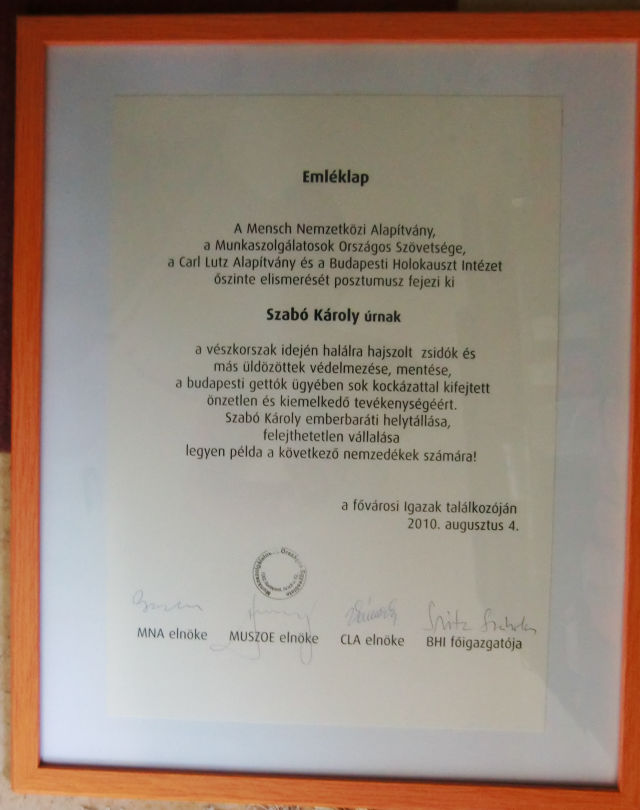
Emléklap 2010. augusztus 4. Szabó Károlynak
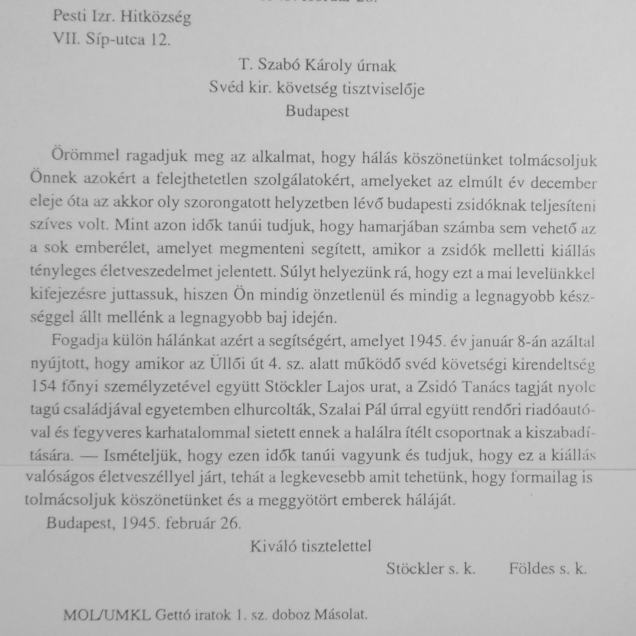
Stöckler Lajos nyilatkozata 154 üldözött megmentéséről, irat a Magyar Országos Levéltárban
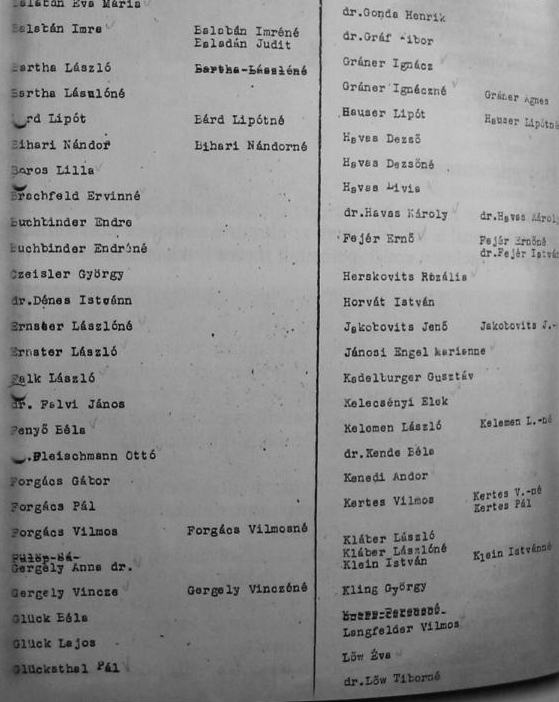
Kivonat az Üllői út 2–4. sz. ház lakóinak listájából (Ernster, Forgács, Jakobovits, Klaber, Löw)

## A Raoul Wallenberg-emlékmű
Adományokból Raoul Wallenberg-emlékmű készült 1945 és 1949 között. Wallenberg, akit a Vörös Hadsereg rejtélyes körülmények között ejtett foglyul nemkívánatos történelmi hőssé vált, ezért az emlékművet 1949. április 8-án a felavatás napja előtt éjszaka ledöntötték és elszállították. 
50 évvel később, 1999. április 18-án az emlékmű másolatát avatták fel az eredeti helyen a Szent István Parkban. Az emlékművet 1949-ben létrehozó Wallenberg Bizottság névsora olvasható gránitlapon az emlékmű előtt. Szabó Károly neve, a Wallenberg Bizottság tagja is ezen a gránitlapon olvasható.

## A Brunsviga 1945–1949 között és államosítása
Szabó Károly és Plachy Vilmos 1940 körül munkatársak voltak a Brunsviga számológépek német vállalatnál Budapesten. A világháború után ők alapították újra a Brunsviga vállalat magyarországi képviseletét az 1949-es államosításig. Az államosítás rajtaütésszerűen, a kora reggeli órákban, egyidejűleg több hasonló vállalatnál, kártérítés nélkül történt. A tulajdonosokat néhány napra, vád nélküli őrizetbe vették, megfélemlítésül. Lakásukban az őrizet idején házkutatást tartottak. A könyveket a polcokról a földre dobálták, felforgattak mindent a lakásban, terhelő anyagokat keresve.
Plachy Vilmos 1956-ban az USA-ba távozott, lánya Plachy Sylvia fényképészként lett ismert New York-ban, unokája Adrien Brody pedig Oscar-díjas filmszínész Hollywoodban.

### Az államosítások légköre 1949-ben
Heimer Jenő államosító igazgató, 1970-ig az államosított irodagép vállalatok vezérigazgatója visszaemlékezik 1983-ban: „Úgy hajtottuk végre, hogy másnap kora reggel percre azonos időpontban léptek be a kijelölt vállalatokhoz, nehogy azok egymást értesíthessék. … a szakma első számú ellenségének tartottak, úgy gondolták, hogy én találtam ki az államosítást, sőt az intézkedésemre telepítettek ki néhány irodagépes kollégát. A kitelepítéseket ma is igazságtalannak tartom. … még vakon bíztam Rákosiban. Csak akkor döbbentem rá a valóságra, amikor a letartóztatottak között (felismertem) jó barátom, aki szegény a börtönben megzavarodott és meghalt.”

## A Wallenberg-féle koncepciós per 1953-ban
Wallenberg halálával kapcsolatos koncepciós pert terveztek 1953 elején Budapesten. Csak az 1990-es években, Ember Mária a Magyar Nemzet újságírója kutatásának nyomán kerültek a tények és dokumentumok nyilvánosságra.
Wallenberg három vacsoravendége utolsó estéjén Budapesten: Dr. Fleischmann Ottó, Szabó Károly és Szalai Pál 1945. január 12-én a svéd követségen, a Gyopár utcában. A következő napon, 1945. január 13-án Wallenberg szovjet fogságba került.

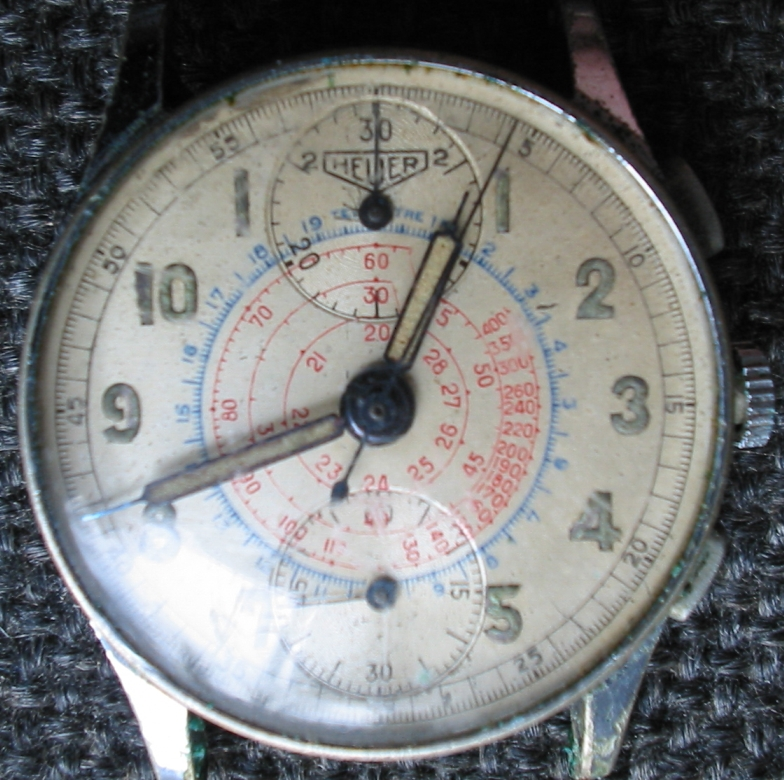
TAG Heuer óra (a leltárban)
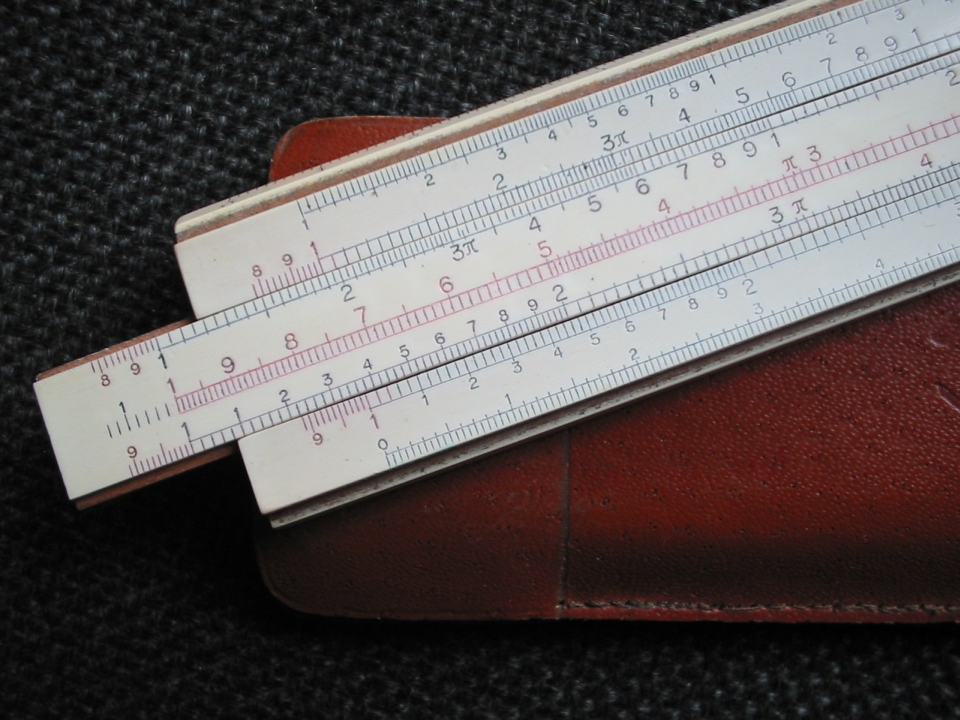
Logarléc (a leltárban)
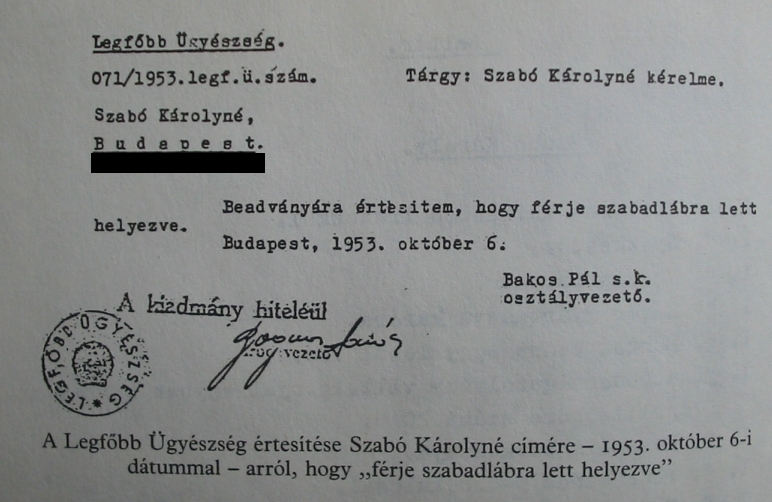
Első életjel hat hónap után, Legfőbb Ügyészség

A koncepció 1953-ban: Wallenberg gyilkosai az 1944-es Zsidó Tanács tagjai közt, Budapesten keresendők, nem a Szovjetunióban. Dr. Benedek László, Stöckler Lajos, Domonkos Miksa, Szalai Pál és Szabó Károly kerültek fogságba. Szabó Károlyt 1953. április 8-án az utcán fogták el, nyomtalanul eltűnt, családja több hónapig semmit nem tudott róla.
Gerő Ernő Rákosihoz írott feljegyzésében, 1953. március 1-jén: „A kihallgatások anyagából világos, hogy a két világháború közti Zsidó Tanács tagjai valamennyien Gestapo ügynökök voltak. (…) A tárgyaláson majd ki fog derülni, hogy nem antiszemitizmusért tartóztattuk le őket, hanem mert Gestapo ügynökként a szegény zsidók gyilkosai és amerikai imperialista kémek.” Gerő elgondolásából eredt az a fantazmagória is, hogy (a szovjetek által 1945-ben elhurcolt) Wallenberg gyilkosai az 1944-es Zsidó Tanács tagjai közt keresendők";
Sztálin halálát követően több hónap késéssel, csak Berija kivégzése után állították le a titkos pert, a kirakatperben fogvatartott személyeket elengedték, az iratokat titkosítottak, Domonkos Miksa nem élte túl, szabadlábon belehalt az elszenvedett kínzásokba. Stöckler Lajos élete végéig ápolásra szorult. Szalai Pál 38 évesen hófehér hajjal került szabadlábra, Szabó Károly egészsége a kínzások után többé nem állt helyre, 48 éves korában meghalt.
Faludy György regényében az ávós őrnagy beszéde jellemzi az 1953. szeptemberi szabadon bocsátások légkörét: „A Magyar Népköztársaság nevében bocsánatot kérek öntől azért az igazságtalanságért, jogtalanságért és méltatlanságért, melyet el kellett szenvednie.
…figyelmeztetett, hogy a törvény hatévi fegyházbüntetést ír elő, amennyiben rabságunk körülményeiről, helyéről, okairól akár bármit is elárultunk. Azzal a jó tanáccsal szolgálhat, hogy a kérdezősködőket jelentsük fel, közvetlen hozzátartozóinknak pedig mondjuk, hogy tanulmányúton voltunk a Szovjetunióban.”

## Posztumusz kitüntetés

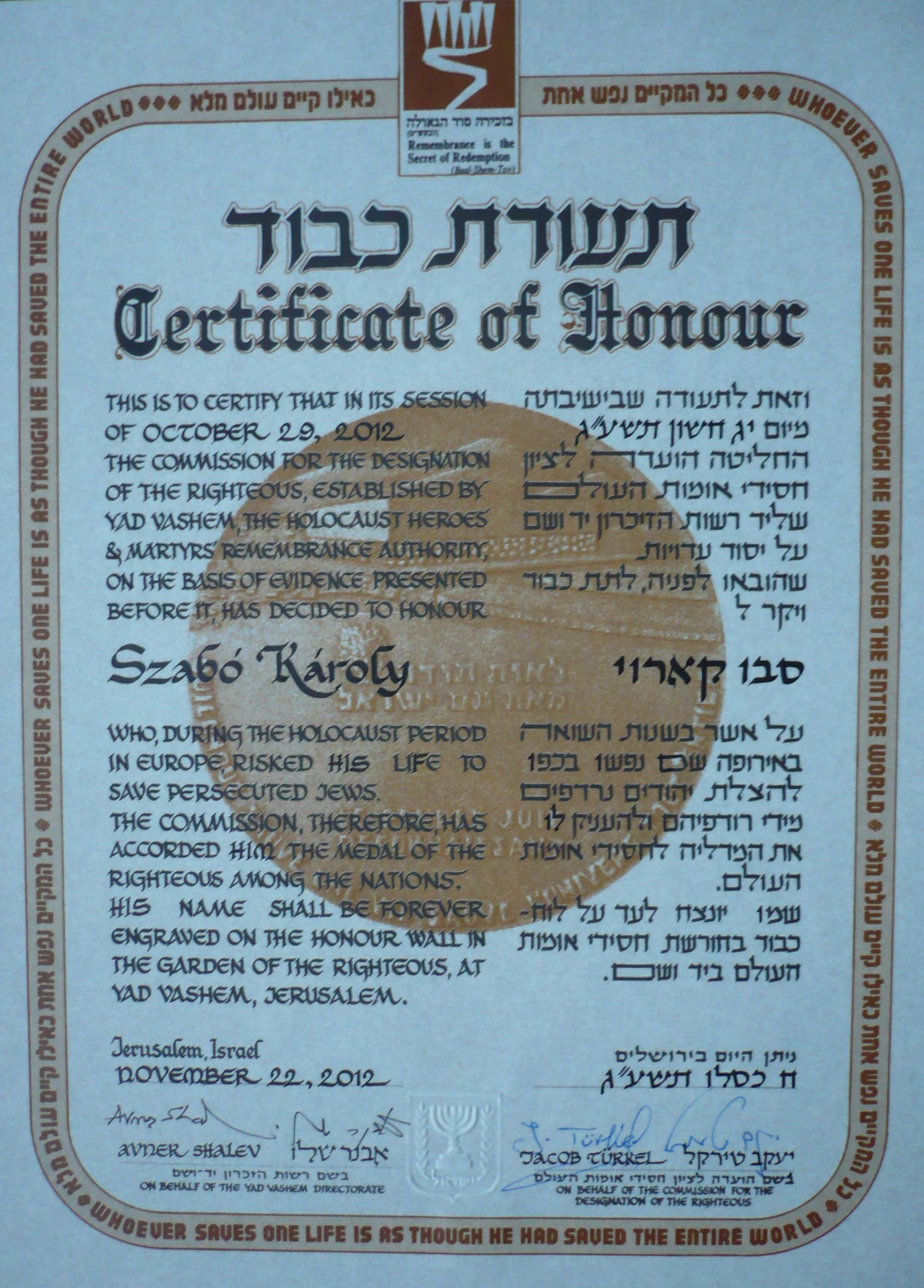
Károly Szabó "Certificate of Honour"

- 2010. augusztus 4-én, Raoul Wallenberg születése évfordulója alkalmával a Mensch Nemzetközi Alapítvány, a Munkaszolgálatosok Országos Egyesülete, a Carl Lutz Alapítvány, a Budapesti Holokauszt Intézet és az Emlékezés 1944-2004 Közhasznú Alapítvány Szabó Károly emléklapot adott ki.

Prof. dr. Szita Szabolcs bevezetője után beszédet mondtak Aliza Bin-Noun izraeli nagykövet asszony, dr. Hóvári János nagykövet, helyettes államtitkár, prof. dr. Schweitzer József nyugalmazott országos főrabbi.
- Dr. Kende György az Új Kelet izraeli hetilap munkatársának a tanúkkal kapcsolatos leveleire nem válaszolnak.[32]
- 2012. december 6-án a Magyar Tudományos Akadémia rendezvénye, történészek megemlékezése[33]
- 2013. december 16-án Yad Vashem, Világ Igaza oklevél és emlékérem átadása Münchenben.